# Пайн-Сити (тауншип, Миннесота)
Пайн-Сити (англ. Pine City) — тауншип в округе Пайн, Миннесота, США. На 2000 год его население составило 1249 человек.

## География
По данным Бюро переписи населения США площадь тауншипа составляет 94,8 км², из которых 92,5 км² занимает суша, а 2,3 км² — вода (2,40 %).

## Демография
По данным переписи населения 2000 года здесь находились 1249 человек, 472 домохозяйства и 346 семей.  Плотность населения —  13,5 чел./км².  На территории тауншипа расположено 663 постройки со средней плотностью 7,2 построек на один квадратный километр. Расовый состав населения: 97,60 % белых, 0,16 % афроамериканцев, 1,20 % коренных американцев, 0,40 % азиатов, 0,08 % — других рас США и 0,56 % приходится на две или более других рас. Испанцы или латиноамериканцы любой расы составляли 0,32 % от популяции тауншипа.
Из 472 домохозяйств в 32,2 % воспитывались дети до 18 лет, в 63,3 % проживали супружеские пары, в 5,5 % проживали незамужние женщины и в 26,5 % домохозяйств проживали несемейные люди. 20,1 % домохозяйств состояли из одного человека, при том 6,6 % из — одиноких пожилых людей старше 65 лет. Средний размер домохозяйства — 2,61, а семьи — 3,01 человека.
24,7 % населения — младше 18 лет, 6,3 % — в возрасте от 18 до 24 лет, 28,6 % — от 25 до 44, 26,8 % — от 45 до 64, и 13,5 % — старше 65 лет. Средний возраст — 40 лет. На каждые 100 женщин приходилось 111,0 мужчин.  На каждые 100 женщин старше 18 приходилось 111,7 мужчин.
Средний годовой доход домохозяйства составлял 47 500 долларов, а средний годовой доход семьи —  52 143 доллара. Средний доход мужчин —  37 083  доллара, в то время как у женщин — 22 250. Доход на душу населения составил 20 074 доллара. За чертой бедности находились 2,6 % семей и 4,0 % всего населения тауншипа, из которых 0,6 % младше 18 и 6,5 % старше 65 лет.